# Imbissstand

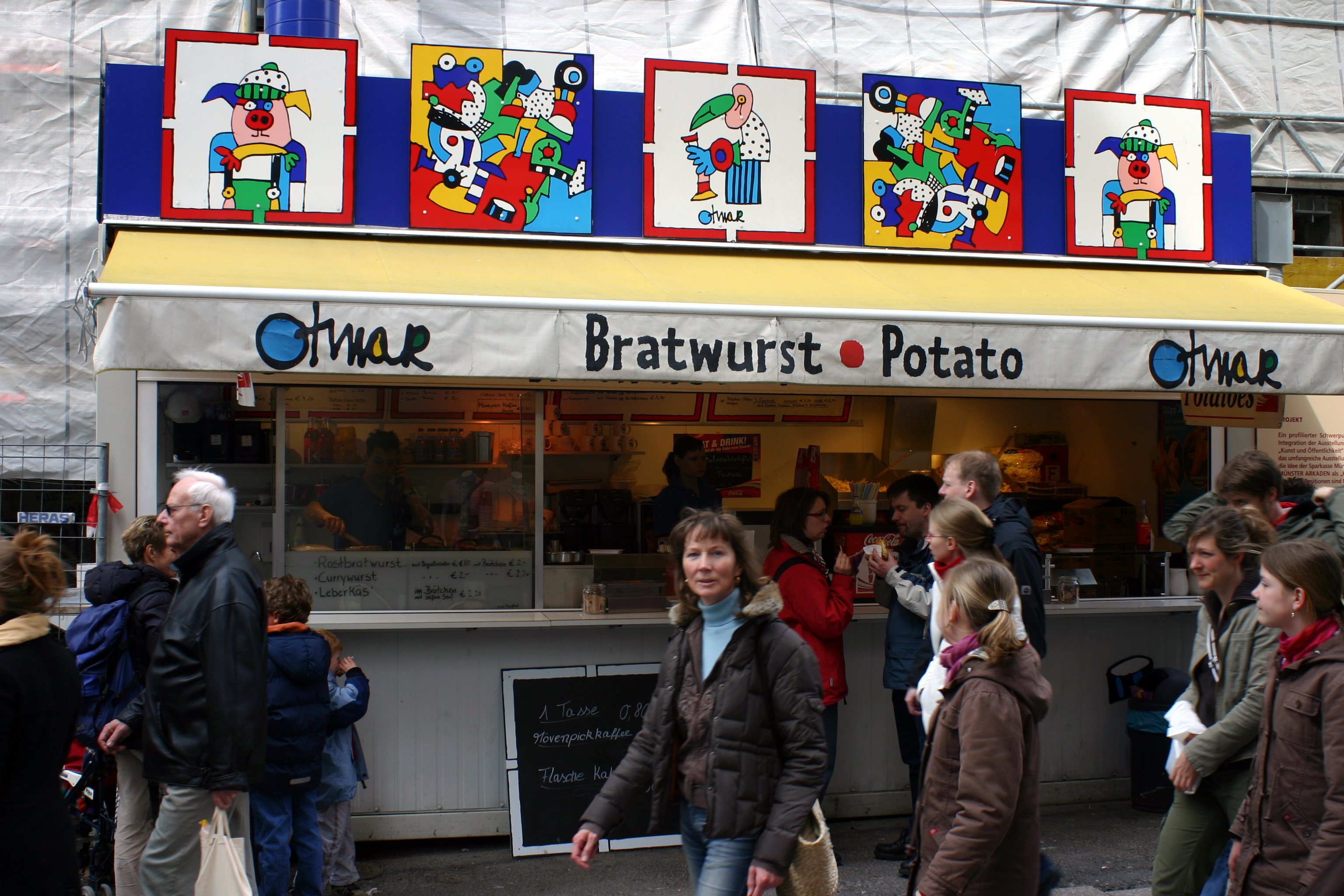
Imbissstand in Münster, dekoriert mit Kunst von Otmar Alt

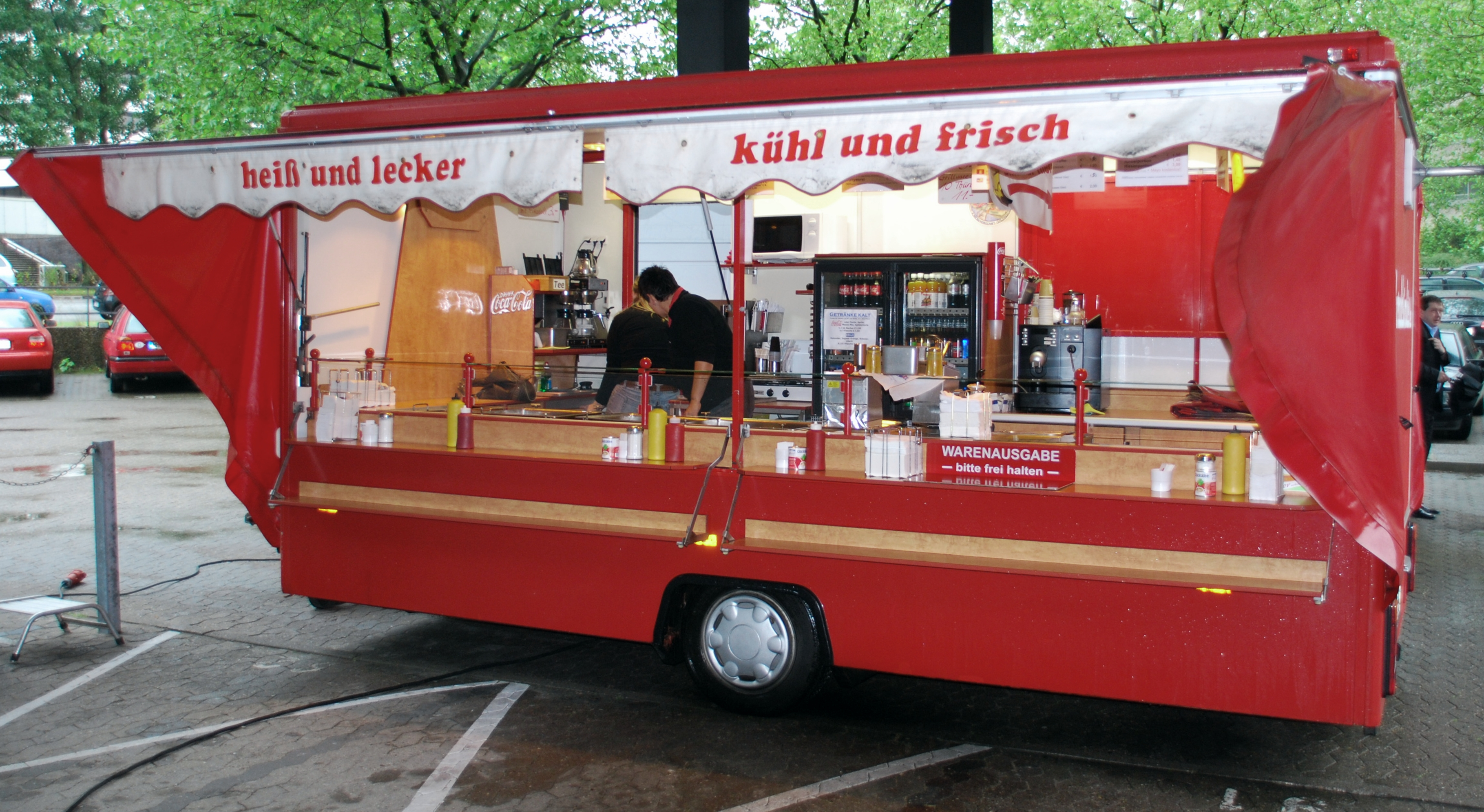
Fahrbarer Imbissstand, wie er z. B. auf Wochenmärkten eingesetzt wird

Ein Imbissstand (auch Imbissbude, Schnellimbiss, österr. Buffet oder Kiosk, traditionelle Wiener Variante: Würstelstand) ist ein Verkaufsstand für den Verkauf von Mahlzeiten und Getränken für den Verzehr zwischen regulären Hauptmahlzeiten (deutsch Imbiss). Imbissstände können sowohl in Gebäuden als auch in Imbisswagen untergebracht sein. Sie sind zu unterscheiden von den fest eingerichteten Imbissstuben, die eine eigene Gaststätte bilden. Imbissstände sind auf Großveranstaltungen wie Volksfesten weit verbreitet. Kennzeichen eines Imbissstandes sind Stehtische. Auch Papp- oder Plastikgeschirr sowie größere Müllbehälter kennzeichnen diese Art der Bewirtschaftung.